# ウインズモーメント
株式会社ウインズモーメント（WIN'S MOMENT Co.,Ltd.）は、日本のテレビ番組制作会社である。1984年、岩沢清が設立。クルマ、音楽を中心に、番組の企画・制作の活動をする。

## 沿革
- 1984年（昭和54年）11月 - 株式会社ウインズモーメントを設立。
- 2015年（平成27年）4月 - 株式会社ダンスノットアクトのグループ会社となる。

## 事業内容
- テレビ番組の企画制作
- ラジオ番組の企画制作
- 広告の企画制作
- 企業PRビデオの企画制作
- ビデオソフトの企画制作
- 劇場用映画の企画制作
- イベント映像の企画制作

## 役員構成
- 福田篤史
- 林 和彦
- 野扖弘昭
- 山内太
- 山藤真士

## 主な作品

### テレビ

#### 現在

##### レギュラー
情報／バラエティ
- カーグラフィックTV（BS朝日）[2]